# Nosotetocus vespertinus
Nosotetocus vespertinus is een keversoort uit de familie van de boomsapkevers (Nosodendridae). De wetenschappelijke naam van de soort is voor het eerst geldig gepubliceerd in 1900 door Scudder.
Deze fossiele soort is bekend uit het Mioceen.